# Arcadia Group
Arcadia Group Ltd. (anciennement Arcadia Group plc et Burton Group plc ) est une société multinationale de vente au détail britannique basée à Londres, en Angleterre. Elle possède des détaillants de vêtements tels que Burton, Dorothy Perkins, Evans, Miss Selfridge, Topman, Topshop, Wallis et la chaîne Outfit, qui vend des lignes des autres chaînes du groupe. À son apogée, le groupe comptait plus de 2500 points de vente au Royaume-Uni, des concessions dans les grands magasins britanniques tels que Debenhams et Selfridges, et plusieurs centaines de franchises dans d'autres pays.

## Histoire
Le groupe Arcadia est racheté en 2002 par le milliardaire Philip Green. Il crée une polémique en 2005 en se versant un dividende géant de 1,2 milliard de livres, sans aucun impôt à payer, la somme allant directement sur le compte de son épouse, résidente à Monaco.

### Faillite
En novembre 2020, Arcadia dépose son bilan, à la suite de la crise du Covid-19,. En décembre 2020, la marque Evans est vendue à City Chic, une entreprise australienne, pour 23 millions de livres.
En février 2021, ASOS annonce l'acquisition des marques Topshop, Topman, Miss Selfridge et HIIT à Arcadia pour 265 millions de livres. ASOS annonce également l'acquisition de 30 millions de livres de stocks de vêtements de ces marques, sans inclure les magasins associés à ces marques. Cet acquisition inclut cependant 300 employés.
En février 2021, Boohoo annonce la reprise des marques Dorothy Perkins, Wallis et Burton, à Arcadia pour 25 millions de livres. L'ensemble des magasins de ces marques, soit 214 magasins doivent fermer, induisant 2 450 suppressions d'emplois, mais la reprise de 260 emplois par Boohoo.